# Purpurtonad spröding
Purpurtonad spröding (Psathyrella bipellis) är en svampart som först beskrevs av Lucien Quélet, och fick sitt nu gällande namn av Alexander Hanchett Smith 1946. Psathyrella bipellis ingår i släktet Psathyrella och familjen Psathyrellaceae.   Inga underarter finns listade i Catalogue of Life.
I den svenska databasen Dyntaxa används istället namnet Psathyrella odorata för samma taxon.  Arten är reproducerande i Sverige.